# Museumkrems

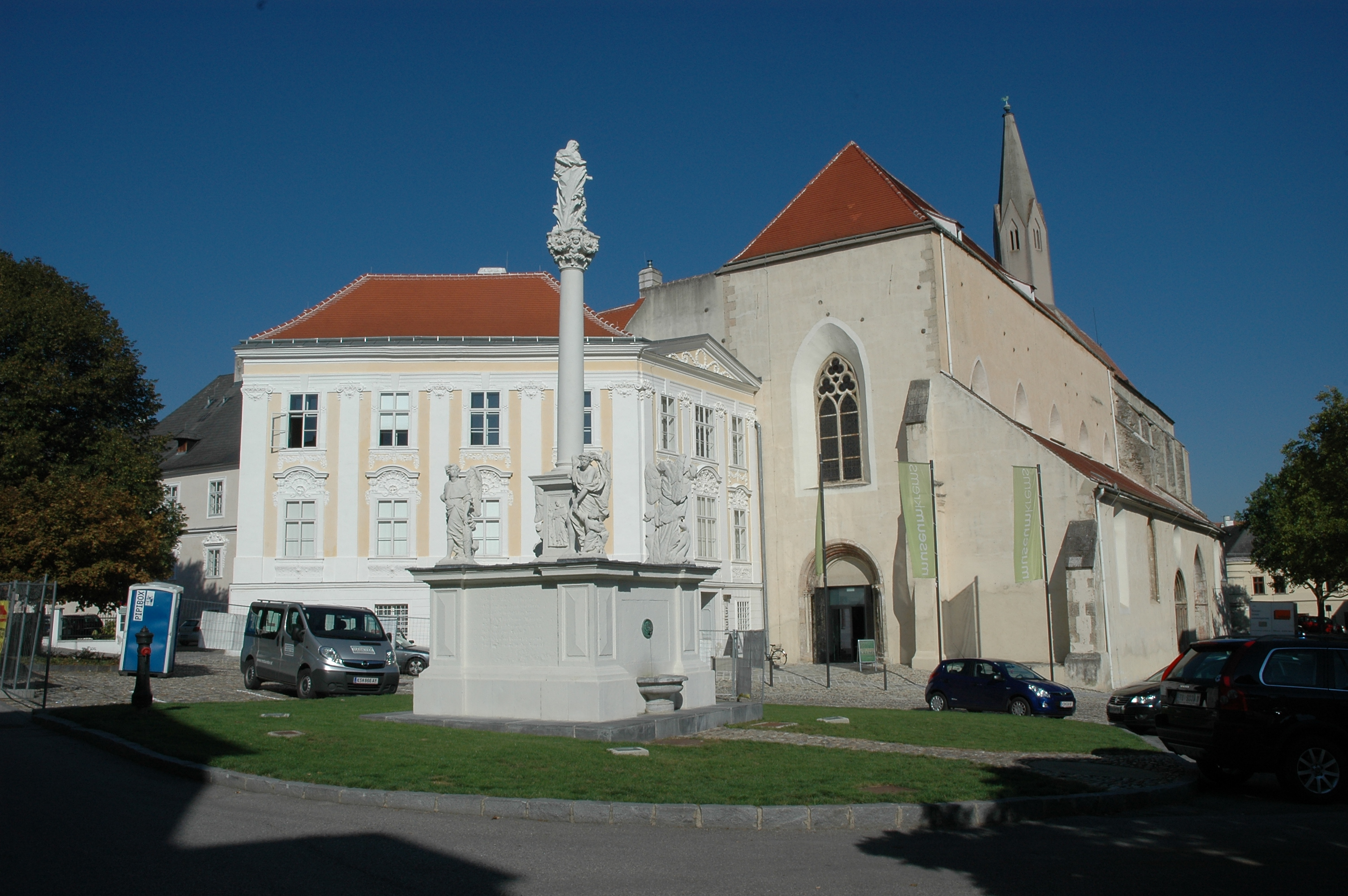
Museumkrems Krems Außenansicht

Das museumkrems befindet sich am Körnermarkt in Krems an der Donau und ist in einem ehemaligen Dominikanerkloster aus dem 13. Jahrhundert untergebracht. Der barocke Innenhof und die Ordenskirche gehören zum Museum, das auch einen historischen Weinkeller besitzt.
Die Gründung erfolgte 2004. Ausgestellt sind Handwerkskunst, Skulpturen, Gemälde und Werke des Barockmalers Martin Johann Schmidt (Kremser Schmidt). Es werden die älteste noch aktive Hauerinnung Mitteleuropas  und die Arbeit der Winzer im 19. Jahrhundert vorgestellt.
In der Galerie im 1. Stock finden wechselnde Ausstellungen von zeitgenössischen Künstlern statt.